# Кристьян Пфайффер
Кристьян Пфайффер (пол. Krystian Pfeiffer; нар. 3 грудня 1978) — колишній польський тенісист.
Найвищу одиночну позицію світового рейтингу — 394 місце досяг 18 вересня 2000, парну — 1189 місце — 19 вересня 2000 року.

## Титули ITF Ф'ючерс

### Одиночний розряд: (1)
| Ранг | Дата     | Турнір           | Покриття | Суперник    | Рахунок     |
| ---- | -------- | ---------------- | -------- | ----------- | ----------- |
| 1.   | Сер 2000 | Польща F4, Лодзь | Ґрунт    | Юрек Стасяк | 6–3, 7–6(4) |